# 馬特·斯科特
馬特·斯科特（英語：Matt Scott；1990年9月30日—）是一位蘇格蘭橄欖球運動員。他是蘇格蘭國家橄欖球隊的一員，代表蘇格蘭參加了2015年世界盃橄欖球賽。